# 环［6］碳
环[6]碳又称环己六烯是一种碳的同素异形体，分子式为C6。它是由六个碳原子形成的环状分子，碳原子之间全靠双键连接。环[6]碳属于环碳。
以前曾有科学家研究合成环[6]碳的方法，例如裂解苯六甲酸酐，但都失败了。直到2023年，环[6]碳才通过六氯苯脱去氯原子合成出来。
计算认为环[6]碳最稳定的结构是有六个双键组成的环己六烯。环[6]碳有一个假想异构体苯三炔，其中碳原子以单三键交替成环。
环[6]碳有一个被提议使用的名字： cracatene ，来自于卡雷尔·恰佩克创作的Krakatit， 一种假想爆炸物。